# Fotboll för vänskap
Fotboll för vänskap (en: Football for Friendship) är en årligt återkommande evenemang för barn, arrangerat av det ryska gasföretaget Gazprom. Målet med träffarna är att möta personer från olika kulturer och nationaliteter genom fotboll. I Fotboll för vänskap deltar fotbollsspelare som är tolv år från olika länder i det årliga internationella forumet för barn, världsmästerskapet i ”Fotboll för vänskap”. Fotboll för vänskap stöds av bland andra FIFA, UEFA, Förenta nationerna och Internationella olympiska kommittén. Den globala arrangören av programmet är AGT Communications Group från Ryssland.

## Historik

### Fotboll för vänskap 2013
Det första Fotboll för vänskap hölls den 25 maj 2013 i London. 670 barn från 8 länder deltog; Bulgarien, Storbritannien, Ungern, Tyskland, Grekland, Ryssland, Serbien och Slovenien. Ryssland representerades av 11 fotbollslag från 11 ryska städer som är värdar för fotbolls-VM 2018. Juniorlagen till klubbarna Zenit, Chelsea, Schalke 04 och Crvena Zvezda, vinnarna från Gazproms barnidrottsdag och vinnarna i Fakel-festivalen deltog också i forumet.
De gick också på UEFA Champions League-finalen för 2012/2013 på Wembley-stadion.
Resultatet från forumet blev ett öppet brev där programmets åtta värderingar formulerades: vänskap, jämlikhet, rättvisa, hälsa, fred, lojalitet, seger och traditioner. Brevet skickades senare till cheferna för UEFA, FIFA och IOC. I september 2013 under ett möte med Vladimir Putin och Vitaly Mutko bekräftade Sepp Blatter att brevet tagits emot och sa att han var redo att stödja Fotboll för vänskap.

### Fotboll för vänskap 2014
Den andra säsongen av Fotboll för vänskap hölls i Lissabon den 23- 25 maj 2014 och omfattade mer än 450 ungdomar från 16 länder: Vitryssland, Bulgarien, Storbritannien, Ungern, Tyskland, Italien, Nederländerna, Polen, Portugal, Ryssland, Serbien, Slovenien, Turkiet, Ukraina, Frankrike och Kroatien. De unga fotbollsspelarna deltog i det internationella forumet Fotboll för vänskap, en turnering i gatufotboll och gick på UEFA Champions League-finalen för säsongen 2013/2014. Vinnare i den internationella gatufotbollsturneringen 2014 blev Beneficas juniorlag (Portugal). 
Resultatet av programmets andra säsong var att en ledare valdes för Fotboll för vänskap; Felipe Suarez från Portugal. I juni 2014 besökte han som ledare för verksamhet den nionde internationella fotbollsturneringen för ungdomar till minnet av Yuri Andreyevich Morozov. 

### Fotboll för vänskap 2015
Den tredje säsongen av Fotboll för vänskap hölls i juni 2015 i Berlin. Unga deltagare från Asien – barnfotbollslag från Japan, Kina och Kazakstan – deltog i programmet för första gången. Totalt deltog juniorlag från 24 fotbollsklubbar från 24 länder i den tredje säsongen.
Vinnaren i den internationella gatufotbollsturneringen 2015 blev Rapids juniorlag (Österrike).
Evenemangen under den tredje säsongen av Fotboll för vänskap uppmärksammades av ca 200 journalister, liksom 24 unga reportrar från Europa och Asien som var medlemmar i International Children's Press Center. Höjdpunkten under 2015 var prisceremonin för kuppen "Nio värderingar" som vanns av fotbollsklubben Barcelona (Spanien). Vinnaren valdes av barn som på forumets afton deltog i en global omröstning som hölls i alla de 24 deltagande länderna.
Vid forumets slut följde deltagarna traditionen att gå på UEFA Champions League, denna gång för säsongen 2014/2015 på Berlins Olympiastadion.

### Fotboll för vänskap 2016
Starten på Fotboll för vänskap 2016 blev av en nätbaserad presskonferens på Hangout som hölls den 24 mars i München där den internationella ambassadören för Franz Beckenbauer-programmet.
I programmets fjärde säsong tillkom 8 nya juniorlag från Azerbajdzjan, Algeriet, Armenien, Argentina, Brasilien, Vietnam, Kirgizistan och Syrien, vilket gjorde det sammanlagda antalet deltagande länder till 32.
Den 5 april 2016 började omröstningen för "Nio värderingar" . Omröstningen vanns av fotbollsklubben Bayern (München). 
Det fjärde "Fotboll för vänskap" och finalmatchen i barnens internationella turnering i gatufotboll ägde rum den 27-28 maj 2016 i Milano. Laget Maribor från Slovenien vann turneringen. I slutet av forumet följde deltagarna traditionen att gå på UEFA Champions League-finalen. Forumets evenemang bevakades av över 200 journalister från världsledande media, liksom av Children's International Press Center med unga journalister från de deltagande länderna. 

### Fotboll för vänskap 2019
Uppstarten av det sjunde internationella sociala barnprogrammet Fotboll för vänskap ägde rum 18 mars 2019; programmets avslutande aktiviteter pågick mellan 28 maj och 2 juni samma år i Madrid.
Den internationella fotbolls- och vänskapsdagen firades 25 april i över femtio länder i Europa, Asien, Afrika samt Nord- och Sydamerika. Den ryska fotbollsunionen (RFS) anslöt sig också till firandet.
Ett internationellt forum ägde rum den 30 maj i Madrid inom ramarna för PAO Gazproms sociala barnprogram Fotboll för vänskap 2019. Forumet förde samman experter från hela världen – fotbollstränare, läkare för barnfotbollslag, stjärnor, journalister från ledande internationella massmedia, representanter för internationella fotbollsakademier och förbund.
Världens mest mångnationella fotbollsträning ägde rum 31 maj i Madrid. Som ett resultat av denna träning tilldelades Fotboll för vänskap ett officiellt GUINNESS WORLD RECORDS®-certifikat.
Inom ramarna för den sjunde säsongen bildade 32 unga journalister från Europa, Afrika, Asien, Nord- och Sydamerika ett internationellt presscentrum för programmet Fotboll för vänskap som bevakade programmets slutevenemang och deltog i att förbereda material tillsammans med både internationella och nationella massmedier.
Den sjunde säsongens deltagare överräckte De nio värdenas Cup-pokalen (det internationella sociala barnprogrammet Fotboll för vänskaps utmärkelse) till fotbollsklubb Liverpool som det mest socialt ansvariga laget.
Den sjunde säsongens höjdpunkt – nämligen finalen i världsmästerskapet i Fotboll för vänskap – ägde rum 1 juni på fotbollsplan UEFA Pitch i Madrid. Efter ordinarie speltid hade Antiguan Racers först spelat oavgjort 1:1 mot Tasmanian Devils men segrade sedan efter straffsparksläggning och vann huvudpris.

### Fotboll för vänskap 2020
Fotboll för vänskaps åttonde säsongs slutevenemang pågick mellan 27 november och 9 december 2020 i ett onlineformat på en digital plattform. Över 10 000 deltagare från fler än 100 länder över hela världen anslöt sig till nyckelevenemangen.
För programmets åttonde säsong har en online-fotbollssimulator utvecklats för flera användare Football for Friendship World på vars basis världsmästerskapet i Fotboll för vänskap 2020 genomfördes. Spelet är tillgängligt för nedladdning över hela världen från och med 10 december 2020 – den internationella fotbollsdagen. Användarna som gick samman i internationellt sammansatta lag fick möjlighet att delta i matcher enligt Fotboll för vänskaps regler. Fleranvädarspelet grundar sig på programmets viktigaste värderingar – såsom vänskapen, freden och jämlikheten..
En öppen lottdragning för online världsmästerskapet i Fotboll för vänskap ägde rum 27 november 2020.
Ett internationellt vänskapsläger fungerade online mellan 28 november och 6 december där barnen erbjöds ett humanistiskt och ett idrottinriktat utbildningsprogram.
Det internationella online-forumet Fotboll för vänskaps sessioner pågick från 30 november till 4 december. På forumet presenterades flera projekt inom barnidrottens utveckling. En expertjury bedömde presentationerna av de projekt som gör anspråk på Fotboll för vänskaps internationella pris.
Online världsmästerskapet i Fotboll för vänskap pågick 7-8 december. I år genomfördes mästerskapet i online-format på en digital plattform. I detta syfte hade en fotbollssimulator för flera användare Football for Friendship utvecklats.
Fotboll för vänskaps grand finale ägde rum 9 december.
En serie webinarier för barn från olika länder och till stöd för FN:s 75-årsjubileum pågick medan programmets åttonde säsong genomfördes.
Under programmets åttonde säsong startade man i samarbete med fotboll-freestylers från hela världen en veckoshow med titel Idrottsplatsen finns där jag finns. I varje sändning lärde freestylers programmets unga ambassadörer att utföra olika trick med bollen och i slutet av varje episod annonserades en tävling vem som utför tricket bäst. Showen avslutades med en global online mästarklass med vilken programmet Fotboll för vänskap för andra gången blev Guinness världsmästare avseende antalet deltagare (6 december 2020).
Goda nyheters redaktion är en veckoshow som startats av Fotboll för vänskaps unga journalister. I showen delade barnen med sig till tittarna på positiva nyheter från världen runt.

### Fotboll för vänskap 2021
År 2021 hölls de sista evenemangen av den nionde säsongen av Fotboll för vänskap (Football for Friendship) online på den digitala plattformen Football for Friendship från 14 till 29 maj 2021, och samlade mer än 200 länder.
Den 25 april, på den internationella dagen för fotboll och vänskap, hölls den öppna utlottningen av online världsmästerskapet Fotboll för vänskap 2021.
Som en del av säsongen hölls Internationellt vänskapskoloni online med humanitära och sportpedagogiska program för barn.
Internationellt online forum Fotboll för vänskap hölls där fotbollsakademier från hela världen presenterade projekt inom utveckling av barnidrott. Baserat på resultatet av presentationerna utsåg expertjuryn vinnarna av Fotboll för vänskap internationellt pris, som var akademier från Afghanistan, Indien, Sri Lanka och Togo.
Världsmästerskap på Internet Fotboll för vänskap hölls på plattformen för den specialutvecklade multiplayer-fotbollssimulatorn Värld av Fotboll för vänskap . Finalen i mästerskapet vanns av Argali-laget, som inkluderade barn från Aruba, Belize, Guatemala, Costa Rica och Mexiko.
Deltagare i den nionde säsongen satte det tredje Guinness World Record™ för det största antalet virtuella stadionbesökare i världen.
Den 29 maj ägde rum den stora finalen Fotboll för vänskap.
Fotboll för vänskap: UEFA EURO 2020 Internationella barnnyhetsbyrå
Inom ramen för UEFA EURO 2020 Mästerskapet lanserade programmet Fotboll för vänskap ett initiativ från den internationella barnnyhetsbyrån med deltagande av Fotboll för vänskap:s Unga journalister från 11 länder i mästerskapet.
Unga journalister deltog i alla mästerskapsmatcher i sina länder och bevakade dem för miljontals av sina kamrater i världen genom prismat av de Nio värderingarna som delas av miljontals programdeltagare.
Unga journalister utbildades vid Skolan för de Nio värderingarna av programmet Fotboll för vänskap. Utöver värderingarna fokuserade klasserna på aktuella trender inom idrottsjournalistik och mobiljournalistikkunskaper.

## Världens första NFT-trofé för det bästa målet i UEFA EURO 2020 Mästerskap
I maj 2021 tillkännagav UEFA sponsringen av PAO Gazprom inom EURO 2020 och EURO 2024.  Samarbetsvillkoren inkluderade utdelningen av priset för UEFA EURO 2020 bästa målskapare som för första gången presenteras som en NFT-trofé.
Den fysiska prototypen av priset skapades av den ryska konstnären Pokras Lampas vid PAO Gazprom:s montern i St. Petersburgs fanzon på Konyushennaya-torget som en konstinstallation av 432 fotbollar med kalligrafiska mönster.
Den digitala pokalen kodar för namnen på UEFA EURO 2020 Mästerskap, Gazprom, det Internationella barnsociala programmet Fotboll för vänskap och de Nio värderingarna som den främjar: vänskap, jämlikhet, rättvisa, hälsa, fred, lojalitet, seger, tradition och ära.
Den 27 juni upphörde konstinstallationen att existera som ett fysiskt objekt och flyttade till NFT-formatet.  Alla fotbollar delades ut till de 11 värdstäderna för fotbolls-EM 2020.
Den 15 oktober, under prisutdelningen, delades den digitala pokalen ut till Patrick Schick, fotbollsspelaren som gjorde det bästa målet i UEFA EURO 2020 Championship, och till utställningen av UEFA:s högkvarter (Schweiz, Nyon) och Gazprom:s högkvarter (Ryssland, St. Petersburg) ett hologram av priset överlämnades.

## Internationellt barnforum "Fotboll för vänskap"
År 2019 omvandlades Forumet till en plattform för erfarenhetsutbyte mellan experter inom idrott och utbildning.
År 2020, inom ramen för Forumet, initierades Fotboll för vänskap Internationellt pris.

## Fotboll för vänskap Internationellt pris
Fotboll för vänskap Internationellt pris syftar till att identifiera alla möjliga idéer för idrottsträning, utbildning av unga fotbollsspelare, samarbete inom barnfotbollsområdet och främjande av dessa idéer runt om i världen.  Syftet med Priset är att uppmärksamma utvecklingen av barnfotboll i samband med global digitalisering och att bilda en gemenskap av likasinnade som utvecklar dessa områden.

## Fotboll för vänskap Internationell Akademi för tränare
Fotboll för vänskap Internationell Akademi är en gratis online utbildningsplattform tillgänglig på en mängd olika språk, inklusive en uppsättning praktiska aktiviteter som syftar till att förbättra kompetensen hos ungdomslagstränare och fotbollstränare, såväl som idrottslärare.  Akademikursen bygger på kunskap, praktiska råd och rekommendationer för att organisera träning, främja värderingarna av en hälsosam och aktiv livsstil, samt respekt för olika kulturer och nationaliteter bland unga spelare. Utbildningskursen har utvecklats av författarna till idrotts- och humanitära utbildningsprogram för projektet Fotboll för vänskap, dvs. ledarna för utbildningsprocessen och tränarna för FC Barcelona-akademin, experter från FIFA:s humanitära program.

## Internationell vänskapsbarnkoloni
Ett utbildningsprogram där deltagarna i Fotboll för vänskap genomgår träning och teambuilding under ledning av professionella mentorer för koloni. Initiativet hjälper barn att komma överens med varandra, inte bara på fotbollsplanen, utan också i verkligheten, utveckla taktik och känna axeln på en lagkamrat. En del av kolonin är Skolan för Nio värderingarna, där Unga deltagare lär sig om programmets värderingarna och hur man tillämpar dem på fältet och i vardagen.

## Miljösatsningen
Sedan 2016 driver programmet Fotboll för vänskap Miljösatsningen varje år. Unga deltagare i programmet öppnade Vänskapens trädgård i Milano:s Trenno Park, där vart och ett av de 32 internationella lagen planterade sitt eget träd.  Det trettiotredje trädet planterades av funktionshindrade barn från Don Carlo Gnocchi Foundation. År 2018 ökade programmets Unga ambassadörer allmänhetens medvetenhet om hotade djur.  Varje år får de internationella vänskapsteamen sitt namn efter hotade och sällsynta djurarter.  Även år 2018, under finalevenemangen i Moskva, anordnades gröna rutter för de Unga deltagarna med hjälp av naturgasdrivna bussar. År 2020 höll Unga deltagare webbseminariet F4F Speaks for Nature om miljömässig hållbarhet som en del av FN:s världsmiljödag.
År 2021 delade Unga medlemmar med världen om hur var och en av oss kan hjälpa planeten på en daglig basis och lanserade utmaningen Small Steps to Save the Planet.

## F4F Världsmästerspelare simulator för flera användare
En speciell digital plattform skapad för programmet Fotboll för vänskap samlade spelare i alla åldrar från 211 länder och regioner och blev basen för internationella tävlingar, såväl som en lekplats där alla kunde träna, förenas i blandade internationella lag och spela sitt favoritspel i "Fotboll för vänskap"-formatet utan att lämna hemmet.

## Prestationer och rekord
Från och med 2021 har Fotboll för vänskap fått över 60 nationella och internationella utmärkelser inom socialt ansvar, sport och kommunikation, inklusive tre GUINNESS WORLD RECORDS™-titlar för de flesta nationaliteterna inom fotbollsträning i historien, det största antalet av användare i ett fotbollsevenemang online i historien och det största antalet användare på en virtuell stadion. Andra utmärkelser inkluderar SABRE Awards i CSR-sektionen (USA), Gold Quill Awards för det bästa sociala projektet på planeten (USA), Grand Prix Silver Archer (Ryssland), IPRA Awards för de bästa kampanj till stöd för FN:s Hållbara utvecklingsmål (UK), ICCO Global pris för interkulturell kommunikation (UK) och andra.
År 2020 mottog Fotboll för vänskap Internationell Akademi för tränare priset PRNEWS 'Platinum PR Awards (USA), och år 2021 vann YouTube-showen "Stadium is where I am" och "Good News" som var organiserade av barn i början av pandemin för att stödja människor runt om i världen, priset för bästa YouTube-kanal.